# Charles Majuri
Charles Majuri, también conocido como "Charlie Big Ears", (nacido el 28 de diciembre de 1940) es un mafioso y lugarteniente del capo dentro de la Familia criminal DeCavalcante, de la cual intentó tomar el control en los años 1990.